# Балтув (гмина)
Балтув (пол. Bałtów) — сельская гмина (волость) в Польше, входит как административная единица в Островецкий повет, Свентокшиское воеводство. Население — 4044 человека (на 2004 год).

## Демография
| Перепись                       | Всего   | Всего | Женщины | Женщины | Мужчины | Мужчины |
| ------------------------------ | ------- | ----- | ------- | ------- | ------- | ------- |
| Единицы                        | человек | %     | человек | %       | человек | %       |
| Население                      | 4044    | 100   | 2012    | 49,8    | 2032    | 50,2    |
| Плотность населения (чел./км²) | 38,5    | 38,5  | 19,2    | 19,2    | 19,4    | 19,4    |

## Соседние гмины
1. Гмина Бодзехув
2. Гмина Чмелюв
3. Гмина Сенно
4. Гмина Тарлув